# Franz von Suppé
Franz von Suppé, född 18 april 1819 i Spalato (nuvarande Split), Dalmatien, död 21 maj 1895 i Wien, Österrike, var en österrikisk kompositör och skaparen av wieneroperett-stilen.

## Biografi
von Suppé var född i Dalmatien. Hans italienske far var släkt med operakompositören Donizetti. Fadern dog då von Suppé var 16 år och han flyttade då till moderns födelseort Wien. Där studerade han vid musikkonservatoriet och bekostade studierna med att ge italienska språklektioner. Han började sin yrkeskarriär som oavlönad kapellmästare vid en förstadsscen i Wien då han var 21 år och blev till sist dirigent vid Theater an der Wien, där han uppförde italienska och franska operor.

## Kompositör
I von Suppés yrkesroll på Theater an der Wien ingick att komponera musikstycken till olika folkliga teaterpjäser. En ouvertyr till pjäsen Dichter und Bauer blev hans första kommersiella framgång, som spelades över hela Europa. Hans försök att komponera operor blev utan framgång, men inspirerad av Jacques Offenbachs första enaktsopera menade von Suppé att man skulle kunna skapa en egen Wiensk operettstil. Därför skrev han 1860 operetten Das Pensionat i Offenbachs stil, den första Wieneroperetten, som kännetecknas av sin blandning av italiensk och wiensk melodik. Den fick begränsad framgång, men var ändå så lovande att von Suppé fortsatte komponera i samma stil. 
Hans genombrott kom 1865 med enaktsoperetten Den sköna Galathea. Efter Lätta kavalleriet, med sin ouvertyr som fortfarande ofta spelas, kom 1876 hans första helaftonsoperett Fatinitza med libretto av Camillo Walzel och Richard Genée. Den blev en mycket stor framgång, och Fantinitzamarschen spreds över hela världen. Noterna fick en upplaga på omkring 350 000 exemplar. Hans största succé var emellertid Boccaccio 1879, med samma librettister som Fatinitza, och den spelades snart över hela Europa. von Suppé var då 60 år, och han fortsatte att komponera livet ut. Han skrev sammanlagt 211 scenverk, däribland Bellman (1887) om Carl-Michael Bellman, men ingen av de senare kompositionerna blev annat än tillfälliga framgångar. För wienoperettens vidare utveckling kom Johann Strauss d.y. att svara.

## Verk

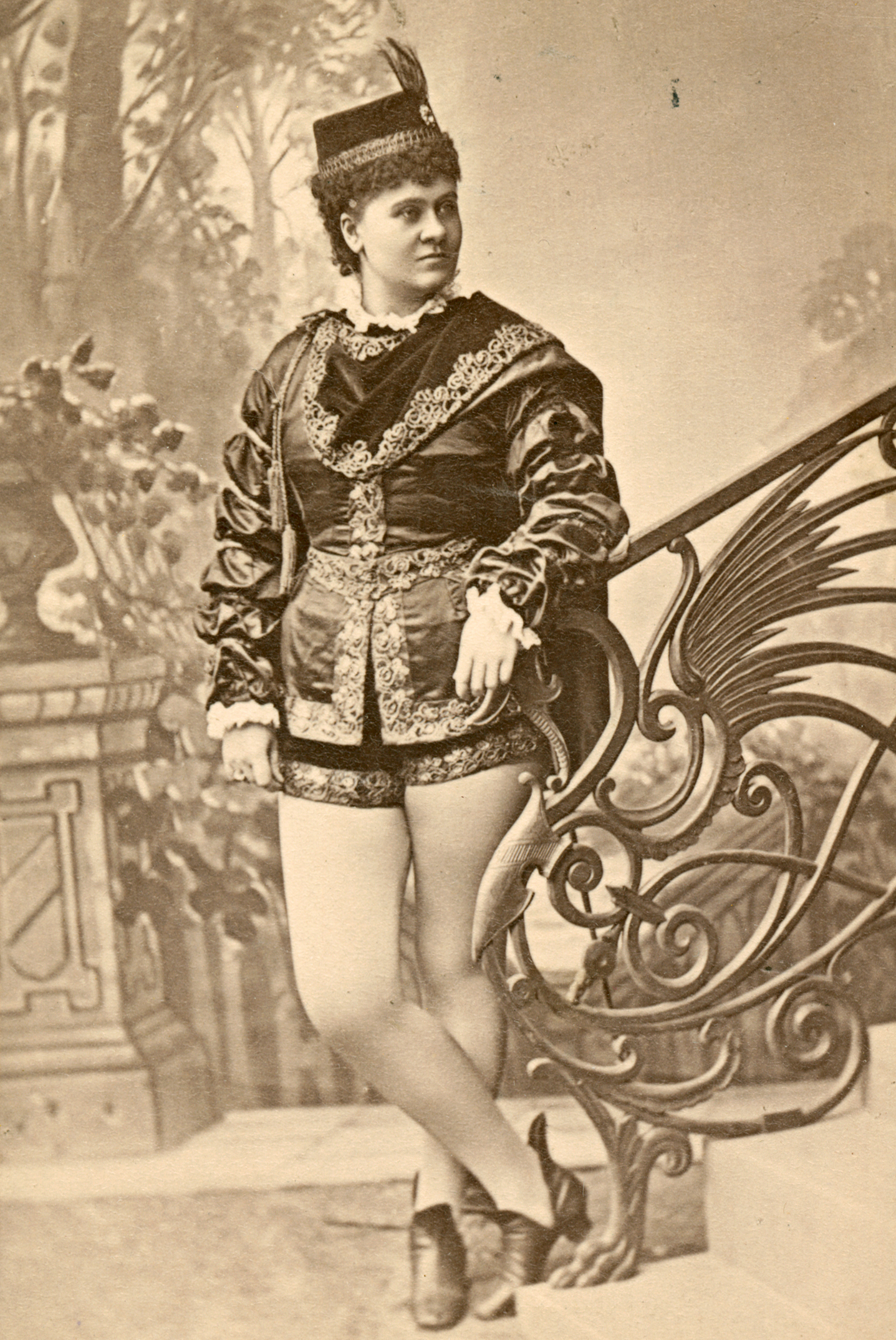
Carolina Östberg som Boccaccio vid den svenska urpremiären på Nya Teatern 1879.

### Operetter (urval)
- Das Pensionat (Wien 1860)
- Die Kartenschlägerin (Wien 1862)
- Zehn Mädchen und kein Mann (Wien 1862)
- Flotte Bursche (Wien 1863) = Glada gossar  (Stockholm 1875)
- Pique Dame (Wien 1864)
- Franz Schubert (Wien 1864)
- Die schöne Galathée (Berlin 1865) = Den sköna Galathea (Stockholm 1868)
- Leichte Kavallerie (Wien 1866) = Lätta kavalleriet (Stockholm 1891)
- Freigeister (Wien 1866)
- Banditenstreiche (Wien 1867)
- Die Frau Meisterin (Wien 1868)
- Lohengelb oder Die Jungfrau von Dragant (Wien 1870)
- Fatinitza (Wien 1876; Stockholm 1876)
- Der Teufel auf Erden (Wien 1878)
- Boccaccio (Wien 1879; Stockholm 1879)
- Donna Juanita (Wien 1880; Stockholm 1880)
- Die Afrikareise (Wien 1883) = Afrikaresan (Stockholm 1885)
- Bellman (Wien 1887)
- Die Jagd nach dem Glücke (Wien 1888) = Jakten efter lyckan (Stockholm 1889)

### Övrigt
En symfoni, ett rekviem: L'estremo giudizio (1860), en mässa: Missa dalmatica (1876) samt kammarmusik och sånger.